# Episodi di Young Sheldon (quinta stagione)
La quinta stagione della sitcom Young Sheldon è stata trasmessa in prima visione assoluta negli Stati Uniti d'America da CBS dal 7 ottobre 2021 al 19 maggio 2022.
Dal secondo episodio di questa stagione, Wyatt McClure, quando è presente, viene accreditato come parte del cast principale e non nei titoli di coda.
In Italia la stagione viene pubblicata a partire dal 6 ottobre al 9 dicembre 2022 su Infinity+.
| n° | Titolo originale                                      | Titolo italiano                                                  | Prima TV USA     | Prima TV Italia  |
| -- | ----------------------------------------------------- | ---------------------------------------------------------------- | ---------------- | ---------------- |
| 1  | One Bad Night and Chaos of Selfish Desires            | Una brutta serata e un caos di desideri egoistici                | 7 ottobre 2021   | 6 ottobre 2022   |
| 2  | Snoopin' Around and the Wonder Twins of Atheism       | Ficcanasare in giro e i meravigliosi gemelli dell'ateismo        | 14 ottobre 2021  | 6 ottobre 2022   |
| 3  | Potential Energy and Hooch on a Park Bench            | Energia potenziale e liquori su una panchina del parco           | 21 ottobre 2021  | 10 ottobre 2022  |
| 4  | Pish Posh and a Secret Back Room                      | Pish Posh e un retrobottega segreto                              | 28 ottobre 2021  | 10 ottobre 2022  |
| 5  | Stuffed Animals and A Sweet Southern Syzygy           | Peluche e una perfetta sizigia texana                            | 4 novembre 2021  | 14 ottobre 2022  |
| 6  | Money Laundering and a Cascade of Hormones            | Riciclaggio di denaro e una cascata di ormoni                    | 11 novembre 2021 | 14 ottobre 2022  |
| 7  | An Introduction to Engineering and a Glob of Hair Gel | Un'introduzione all'ingegneria e una goccia di gel per capelli   | 18 novembre 2021 | 21 ottobre 2022  |
| 8  | The Grand Chancellor and a Den of Sin                 | Il grande rettore e un covo di peccati                           | 2 dicembre 2021  | 21 ottobre 2022  |
| 9  | The Yips and an Oddly Hypnotic Bohemian               | Il blocco e uno strano anticonformista ipnotico                  | 9 dicembre 2021  | 28 ottobre 2022  |
| 10 | An Expensive Glitch and a Goof-Off Room               | Un errore tecnico costoso e una stanza per perdere tempo         | 6 gennaio 2022   | 28 ottobre 2022  |
| 11 | A Lock-In, a Weather Girl and a Disgusting Habit      | Un ritiro, una ragazza del meteo e un'abitudine disgustosa       | 13 gennaio 2022  | 4 novembre 2022  |
| 12 | A Pink Cadillac and a Glorious Tribal Dance           | Una Cadillac rosa e una magnifica danza tribale                  | 20 gennaio 2022  | 4 novembre 2022  |
| 13 | A Lot of Band-Aids and the Cooper Surrender           | Molti cerotti e la resa di Cooper                                | 27 gennaio 2022  | 11 novembre 2022 |
| 14 | A Free Scratcher and Feminine Wiles                   | Un gratta e vinci gratis e astuzie femminili                     | 24 febbraio 2022 | 11 novembre 2022 |
| 15 | A Lobster, an Armadillo and a Way Bigger Number       | Un'aragosta, un armadillo e un numero molto più grande           | 3 marzo 2022     | 18 novembre 2022 |
| 16 | A Suitcase Full of Cash and a Yellow Clown Car        | Una valigia piena di contanti e una macchina da pagliacci gialla | 10 marzo 2022    | 18 novembre 2022 |
| 17 | A Solo Peanut, a Social Butterfly and the Truth       | Una nocciolina solitaria, una farfalla sociale e la verità       | 31 marzo 2022    | 25 novembre 2022 |
| 18 | Babies, Lies and a Resplendent Cannoli                | Bambini, bugie e uno splendido cannolo                           | 14 aprile 2022   | 25 novembre 2022 |
| 19 | A God-Fearin' Baptist and a Hot Trophy Husband        | Un battista timorato di Dio e un marito sexy                     | 21 aprile 2022   | 2 dicembre 2022  |
| 20 | Uncle Sheldon and a Hormonal Firecracker              | Zio Sheldon e un petardo ormonale                                | 28 aprile 2022   | 2 dicembre 2022  |
| 21 | White Trash, Holy Rollers and Punching People         | Povera gente, fondamentalisti religiosi e pugni in faccia        | 12 maggio 2022   | 9 dicembre 2022  |
| 22 | A Clogged Pore, a Little Spanish and the Future       | Un poro ostruito, un po' di spagnolo e il futuro                 | 19 maggio 2022   | 9 dicembre 2022  |

## Una brutta serata e un caos di desideri egoistici
- Titolo originale: One Bad Night and Chaos of Selfish Desires
- Diretto da: Alex Reid
- Scritto da: Steve Holland, Eric Kaplan e Nick Bakay (soggetto), Steven Molaro, Jeremy Howe e Connor Kilpatrick (sceneggiatura)

### Trama
Dopo la litigata con la moglie, George incontra Brenda al bar e inizia a bere con lei, ma i due finiscono per ubriacarsi e, quando stanno per andare a casa di lei, l'uomo accusa una fitta al cuore e viene subito portato in ospedale. Mary, saputo della cosa, corre in ospedale e, ignara della situazione tra i due, ringrazia la vicina e la invita addirittura a cena. Nel frattempo i gemelli, trovati al capanno da Georgie, tornano a casa e Sheldon si ritrova a pensare alla morale perché, nonostante abbia trasgredito molte regole, non viene punito dal padre che si sente in colpa per quello che stava per fare con Brenda.
- Guest star: Wallace Shawn (Dr. Sturgis), Melissa Peterman (Brenda Sparks), Ava Allan (Jana), Tom Yi (dottor Kwok)

## Ficcanasare in giro e i meravigliosi gemelli dell'ateismo
- Titolo originale: Snoopin' Around and the Wonder Twins of Atheism
- Diretto da: Michael Judd
- Scritto da: Steven Molaro, Jeremy Howe e Nadiya Chettiar (soggetto), Steve Holland, Connor Kilpatrick e Marie Cheng (sceneggiatura)

### Trama
Connie, dopo aver incontrato Brenda al supermercato e parlato di quello che è successo al genero, inizia a pensare che tra i due possa esserci qualcosa e inizia a indagare, venendo scoperta e redarguita da George, senza però sortire l'effetto sperato. Nel frattempo, il pastore Jeff decide, contro l'opinione di Mary, di chiedere l'aiuto di un altro pastore per il catechismo, visto che non è in grado di approcciarsi adeguatamente ai bambini.
- Guest star: Melissa Peterman (Brenda Sparks), Nancy Linehan Charles (Peg), Dan Byrd (Pastore Rob), Doc Farrow (vice allenatore Wilkins), Mason McCulley (Pastore Andy), Bobo Chang (Pastore Charlie), Andrew Patrick Ralston (Pastore Steve), Jose Antonio García (Nick)

## Energia potenziale e liquori su una panchina del parco
- Titolo originale: Potential Energy and Hooch on a Park Bench
- Diretto da: Nikki Lorre
- Scritto da: Steve Holland, Marie Cheng e Yael Glouberman (soggetto), Steven Molaro, Eric Kaplan e Nick Bakay (sceneggiatura)

### Trama
Sheldon vuole cercare di convincere il professor Sturgis a tornare all'università e chiede l'aiuto del professor Linkletter, ma il secondo, anziché riuscire nell'intento, si fa trascinare dall'ex collega nel pensiero che, vista la loro età, stanno sprecando tempo nello studiare qualcosa di intangibile e i due finiscono con l'ubriacarsi insieme. Nel frattempo Georgie decide di iniziare a lavorare a tempo pieno al negozio di Dale e lasciare la scuola prima del diploma, mandando i genitori su tutte le furie.
- Guest star: Craig T. Nelson (allenatore Dale Ballard), Ed Begley Jr. (D Linkletter), Rex Linn (preside Peterson), Doc Farrow (vice allenatore Wilkins), Ava Allan (Jana), Anthony M. Bertram (agente Smith), Wallace Shawn (professor John Sturgis)

## Pish Posh e un retrobottega segreto
- Titolo originale: Pish Posh and a Secret Back Room
- Diretto da: Alex Reid
- Scritto da: Steven Molaro, Nick Bakay e Nadiya Chettiar (soggetto), Steve Holland, Jeremy Howe e Connor Kilpatrick (sceneggiatura)

### Trama
Connie scopre che la bisca clandestina nel retro di una lavanderia a gettoni dove spesso va a giocare è in vendita e decide di comprarla perché, anche se illegale, sa che la polizia chiude un occhio su certe attività; un poliziotto amico di Dale però sequestra tutto il primo giorno di apertura per fare carriera. Nel frattempo Georgie è ancora intenzionato a lasciare la scuola e il padre non vuole più che viva in casa sua, mentre Mary non vuole cacciare il figlio; come compromesso il ragazzo va a vivere in garage e la sua stanza viene presa da Missy lasciando quindi da solo Sheldon, che non prende bene tutti i cambiamenti in atto.
- Guest star: Craig T. Nelson (allenatore Dale Ballard), Bill Fagerbakke (agente Jake)

## Peluche e una perfetta sizigia texana
- Titolo originale: Stuffed Animals and A Sweet Southern Syzygy
- Diretto da: Jeremy Howe
- Scritto da: Steve Holland, Eric Kaplan e Connor Kilpatrick (soggetto), Steven Molaro, Nadiya Chettiar e Yael Glouberman (sceneggiatura)

### Trama
Billy, desideroso di avere un appuntamento con Missy, domanda prima il permesso a George, che gli consiglia di pensarci su sperando di fargli cambiare idea, ma il ragazzino chiede lo stesso alla vicina di uscire, che rifiuta e si arrabbia col padre. Nel frattempo il professor Linkletter e Sheldon sono bloccati su un problema e capiscono che è necessario l'aiuto del professor John Sturgis, che però non va molto d'accordo con l'ex collega; seguendo un consiglio del padre, il ragazzino fa incontrare i due che, nonostante non si sopportino, lavorano insieme ottenendo successo. Intanto Connie, stanca della gestione della lavanderia, prova a coinvolgere Georgie per i lavori manuali, ma il nipote rifiuta, dandole però un consiglio su come riaprire la bisca nel retro sequestrata dalla polizia.
- Guest star: Craig T. Nelson (allenatore Dale Ballard), Ed Begley Jr. (Dr. Linkletter), Melissa Peterman (Brenda Sparks), Doc Farrow (vice allenatore Wilkins), Wallace Shawn (Dr. Sturgis)

## Riciclaggio di denaro e una cascata di ormoni
- Titolo originale: Money Laundering and a Cascade of Hormones
- Diretto da: Nikki Lorre
- Scritto da: Steven Molaro, Eric Kaplan e Jeremy Howe (soggetto), Steve Holland, Nick Bakay e Marie Cheng (sceneggiatura)

### Trama
La bisca clandestina di Connie va a gonfie vele, grazie all'idea del nipote che la aiuta, fino a che l'agente Jake le chiede una tangente del 10% sui guadagni per chiudere un occhio sulla sua attività. Nel frattempo Missy fa domande sul sesso al pastore Rob che propone all'altro pastore di parlare di sesso ai bambini del catechismo, facendo agitare moltissimo Mary, che alla fine si convince, ma le lamentele degli altri genitori faranno annullare il tutto.
- Guest star: Wallace Shawn (Dr. Sturgis), Nancy Linehan Charles (Peg), Dan Byrd (Pastore Rob), Bill Fagerbakke (agente Jake), Grady Lee Richmond (Wade), Benjamin Royer (Andy),  Andy Forrest (direttore del supermercato)

## Un'introduzione all'ingegneria e una goccia di gel per capelli
- Titolo originale: An Introduction to Engineering and a Glob of Hair Gel
- Diretto da: Jaffar Mahmood
- Scritto da: Steve Holland, Nick Bakay e Yael Glouberman (soggetto), Steven Molaro, Jeremy Howe e Connor Kilpatrick (sceneggiatura)

### Trama
Sheldon deve frequentare un corso di ingegneria e il professore, un ex ingegnere dell'esercito, è molto duro con tutti gli studenti, compreso il geniale ragazzino che sbaglia più e più volte il compito assegnato senza ottenere il minimo aiuto dal docente, nonostante i tentativi della rettrice e del padre. Questa esperienza porterà Sheldon ad odiare l'ingegneria per il resto della sua vita. Nel frattempo, June deve portare il gesso alla gamba per una caduta e Connie si offre di aiutarla, costringendo a fare lo stesso anche a Dale, ma la richiesta della donna di un aiuto per fare la doccia farà scoppiare la gelosia dell'attuale ragazza dell'allenatore.
- Guest star: Reba McEntire (June), Simon Helberg (voce di Howard Wolowitz), Craig T. Nelson (allenatore Dale Ballard), Wendie Malick (rettrice Hagemeyer), Lance Reddick (professor Boucher)

## Il grande rettore e un covo di peccati
- Titolo originale: The Grand Chancellor and a Den of Sin
- Diretto da: Alex Reid
- Scritto da: Steven Molaro, Nick Bakay e Connor Kilpatrick (soggetto), Steve Holland, Eric Kaplan e Nadiya Chettiar (sceneggiatura)

### Trama
Sheldon scopre che l'università ridurrà i crediti obbligatori di materie scientifiche e decide di rivolgersi alla rettrice che, per evitare di discutere col ragazzino, si inventa che la colpa è del suo capo, il "gran cancelliere". Nel frattempo Mary scopre che nel retro della lavanderia gestita dalla madre e dal figlio c'è una sala per il gioco d'azzardo e prova inutilmente a far smettere entrambi.
- Guest star: Ed Begley Jr. (Dr. Linkletter), Wendie Malick (rettrice Hagemeyer), Nancy Linehan Charles (Peg), Jared Wernick (Clark)

## Il blocco e uno strano anticonformista ipnotico
- Titolo originale: The Yips and an Oddly Hypnotic Bohemian
- Diretto da: Kabir Akhtar
- Scritto da: Jeremy Howe, Marie Cheng e Ben Slaughter (soggetto), Nick Bakay, Yael Glouberman e Alex Ayers (sceneggiatura)

### Trama
Missy, vittima degli yips, non riesce più a lanciare bene e, nel tentativo di rimediare, ne parla col gemello che, per suggestione, si ritrova vittima della stessa situazione durante gli esami di metà semestre; la ragazzina riuscirà a superarli dopo che l'allenatore Dale la fa arrabbiare mentre Sheldon grazie alla rilassante trasmissione sulla pittura di Bob Ross. Nel frattempo George si reca più volte a casa di Brenda per aiutarla con dei piccoli lavori di riparazione e la sua gentilezza rende la situazione sempre più imbarazzante.
- Guest star: Craig T. Nelson (allenatore Dale Ballard), Ed Begley Jr. (Dr. Linkletter), Melissa Peterman (Brenda Sparks), Rex Linn (preside Peterson)

## Un errore tecnico costoso e una stanza per perdere tempo
- Titolo originale: An Expensive Glitch and a Goof-Off Room
- Diretto da: Melissa Joan Hart
- Scritto da: Steve Holland, Eric Kaplan e Jeremy Howe (soggetto), Steven Molaro, Nadiya Chettiar e Connor Kilpatrick (sceneggiatura)

### Trama
Sheldon si lamenta con la rettrice per le ore buche tra una lezione e l'altra e lei gli dà le chiavi di una camera singola con bagno privato da usare per studiare o fare pisolini, ma, quando la mostra a Sam, lei gli fa capire quanto sia ingiusto, visto che lei vive con altre due ragazze e condivide il bagno con altre 30 persone, e quanto egli risulti antipatico a tutti per il suo atteggiamento di superiorità; il ragazzino allora, dopo aver parlato con John Sturgis, inizia a prestare la stanza agli altri studenti per risultare più simpatico, non capendo il reale utilizzo che ne fanno. Nel frattempo June fa una grossa vincita nella bisca di Connie e, siccome non la può pagare, entra nella società di cui fa già parte Georgie, felice di avere una persona che non boccia sempre le sue idee.
- Guest star: Reba McEntire (June), Wallace Shawn (Dr. Sturgis), Wendie Malick (rettrice Hagemeyer), Taylor Spreitler (Sam), Grady Lee Richmond (Wade), Matthew Josten (Bobby)

## Un ritiro, una ragazza del meteo e un'abitudine disgustosa
- Titolo originale: A Lock-In, a Weather Girl and a Disgusting Habit
- Diretto da: Alex Reid
- Scritto da: Steven Molaro, Nick Bakay e Connor Kilpatrick (soggetto), Steve Holland, Jeremy Howe e Marie Cheng (sceneggiatura)

### Trama
Il pastore Rob vuole organizzare un pigiama party in Chiesa per i bambini e chiede l'aiuto di Mary, riluttante per l'imbarazzo che prova nei suoi confronti dopo aver sognato di tradire il marito con lui. Nel frattempo George, rimasto a casa da solo, ha la tentazione di chiamare Brenda e, per farsi passare la cattiva idea, chiama il preside Peterson per farsi una birra insieme, ma finisce per incontrare proprio la vicina al bar. Intanto Georgie conosce una bella ragazza alla lavanderia e, mentendo sulla sua età, passa la serata con lei.
- Guest star: Melissa Peterman (Brenda Sparks), Dan Byrd (Pastore Rob), Emily Osment (Mandy), Nancy Linehan Charles (Peg), Rex Linn (preside Peterson), Jully Lee (Chloe)

## Una Cadillac rosa e una magnifica danza tribale
- Titolo originale: A Pink Cadillac and a Glorious Tribal Dance
- Diretto da: Beth McCarthy-Miller
- Scritto da: Steve Holland, Nick Bakay e Yael Glouberman (soggetto), Steven Molaro, Eric Kaplan e Nadiya Chettiar (sceneggiatura)

### Trama
Mary incontra il signor Lundy al supermercato e scopre che è diventato un venditore di successo di cosmetici e, per arrotondare, si unisce alla sua squadra di vendita, arrivando addirittura a sfruttare il suo gruppo di preghiera per vendere i prodotti. Nel frattempo Sheldon, durante lo spring break, decide di andare, di nascosto dai genitori, ad una fiera del fumetto.
- Guest star: Ed Begley Jr. (Dr. Linkletter), Wendie Malick (rettrice Hagemeyer), Melissa Peterman (Brenda Sparks), Nancy Linehan Charles (Peg), Brian Stepanek (signor Givens), Sarah Baker (signora Hutchins), Jason Alexander (signor Lundy), Steve Burns Nathan

## Molti cerotti e la resa di Cooper
- Titolo originale: A Lot of Band-Aids and the Cooper Surrender
- Diretto da: Jaffar Mahmood
- Scritto da: Steven Molaro, Jeremy Howe e Marie Cheng (soggetto), Steve Holland, Nick Bakay e Connor Kilpatrick (sceneggiatura)

### Trama
Missy si fa comprare dalla nonna una gonna che la madre considera troppo corta e, nonostante il divieto, la mette per andare a scuola, ma le critiche delle compagne sulle sue gambe troppo pelose la spinge ad usare il rasoio della madre finendo per ferirsi. Nel frattempo Sheldon fa amicizia con i vicini di stanza all'università ma, durante una partita notturna con loro a Dungeons & Dragons a cui il ragazzino partecipa con l'assenso solo del padre, si sente male per aver mangiato troppo. Intanto George rischia il posto di allenatore perché gli sponsor sono molto scontenti dei risultati della squadra e vorrebbero sostituirlo.
- Guest star: Rex Linn (preside Peterson), Drew Powell (Roy), Doc Farrow (vice allenatore Wilkins), Caleb Emery (Darren), Maurice Hall (Floyd), Ivan Mok (Oscar), Maddy Caddell (Abby)

## Un gratta e vinci gratis e astuzie femminili
- Titolo originale: A Free Scratcher and Feminine Wiles
- Diretto da: Michael Judd
- Scritto da: Steve Holland, Eric Kaplan e Nadiya Chettiar (soggetto), Steven Molaro, Jeremy Howe e Connor Kilpatrick (sceneggiatura)

### Trama
Mary ottiene come omaggio dal benzinaio un gratta e vinci, che, grattato dalla figlia, risulta vincente per 500 dollari, ma la donna non vuole accettare il denaro ottenuto in quel modo perché peccato in quanto gioco d'azzardo e finirà per litigare con il marito che invece non ci vede nulla di male a usare quei soldi; in realtà è ovvio che il vero problema è che George si sente frustrato: la moglie a lui riserva solo un atteggiamento rigido e intransigente. Connie convince la figlia a usare quei soldi, altrimenti la sua ostinazione la porterà solo ad allontanarsi dal marito, e alla fine accetta di comprare la lavastoviglie di cui avevano bisogno. Nel frattempo Linkletter e Sturgis non fanno che litigare sul loro progetto che ormai non fa più passi avanti, e dato che Sheldon non è in grado di farli andare d'accordo, la rettrice assume come supervisore la dottoressa Carol Lee, che infatti li aiuta a conciliare meglio le loro idee, ma esclude completamente il parere del ragazzino, che tenta di modificare con le sue idee il lavoro della donna nel suo studio per dimostrare che aveva ragione lui, venendo fermato dal sistema di sicurezza che la stessa Lee aveva installato.
- Guest star: Ed Begley Jr. (Dr. Linkletter), Wendie Malick (rettrice Hagemeyer), Rex Linn (preside Peterson), Derrick L. McMillon (Hal), Ming-Na Wen (dottoressa Lee), Wallace Shawn (Dr. John Sturgis)

## Un'aragosta, un armadillo e un numero molto più grande
- Titolo originale: A Lobster, an Armadillo and a Way Bigger Number
- Diretto da: Alex Reid
- Scritto da: Steven Molaro, Nick Bakay e Jeremy Howe (soggetto), Steve Holland, Eric Kaplan e Marie Cheng (sceneggiatura)

### Trama
Il lavoro di Linkletter, Sturgis e Sheldon è a buon punto, ma richiede che vadano al radiotelescopio sulle Davis Mountains e, nonostante il primo sia riluttante per la presenza del ragazzino e spera nel diniego della madre, i tre partono per un viaggio di tre giorni in un camper, interrotto dall'involontario investimento di un armadillo. Nel frattempo Georgie, nonostante i tentativi della nonna, continua ad uscire con la ventinovenne Mandy senza dirle che in realtà ha 17 anni. Intanto George cerca di passare del tempo con la figlia, gelosa del gemello che ottiene sempre quello che vuole.
- Guest star: Craig T. Nelson (allenatore Dale Ballard), Ed Begley Jr. (Dr. Linkletter), Wendie Malick (rettrice Hagemeyer), Emily Osment (Mandy), Stephanie Hodge (Pat), Wallace Shawn (Dr. Sturgis)

## Una valigia piena di contanti e una macchina da pagliacci gialla
- Titolo originale: A Suitcase Full of Cash and a Yellow Clown Car
- Diretto da: Jaffar Mahmood
- Scritto da: Steve Holland, Nadiya Chettiar e Connor Kilpatrick (soggetto), Steven Molaro, Nick Bakay e Yael Glouberman (sceneggiatura)

### Trama
Gli affari di Constance con la sala giochi clandestina vanno così bene che decide di regalare dei soldi a Missy e Sheldon e quest'ultimo li investe per comprare delle azioni di RadioShack, ma vedendo che non portano immediati profitti avanza la pretesa di voler imporre le sue opinioni con la dirigenza senza però essere ascoltato; la ragazzina invece usa il denaro per comprare una macchina per lo zucchero filato e, su consiglio del fratello, inizia a venderlo a scuola, ma un'invasione di formiche la costringe a rinunciare ai suoi affari. Intanto George viene a sapere dal suo vice allenatore Wilkins che rischia seriamente il licenziamento a causa dei cattivi risultati della squadra visto che gli hanno offerto il ruolo e, poiché gli serve un lavoro, rendendosi conto di aver investito tutta la sua vita nel football senza risultati, accetta un impiego come venditore nell'emporio di Dale, che dopo una vita di lavoro vorrebbe godersi del tempo libero con Connie, la quale però rifiuta l'offerta di godersi i soldi insieme perché si sente solo all'inizio della sua carriera imprenditoriale e, anche se si amano, lui la lascia.
- Guest star: Craig T. Nelson (allenatore Dale Ballard), Mayim Bialik (voce di Amy Farrah Fowler), Wendie Malick (rettrice Hagemeyer), Drew Powell (Roy), Doc Farrow (vice allenatore Wilkins), Jully Lee (Chloe)

## Una nocciolina solitaria, una farfalla sociale e la verità
- Titolo originale: A Solo Peanut, a Social Butterfly and the Truth
- Diretto da: Alex Reid
- Scritto da: Chuck Lorre, Jeremy Howe e Eric Kaplan (soggetto), Steven Molaro, Steve Holland e Connor Kilpatrick (sceneggiatura)

### Trama
Sheldon vuole partecipare ad un seminario e scopre che Paige è una delle relatrici e anche lei, come il ragazzino, viene spesso usata a mo' di trofeo perché giovanissima e molto intelligente ma, a differenza sua, non ha amici e, dopo tale scoperta, sentendosi incompresa da chiunque decide di lasciare l'università. Nel frattempo Dale e Connie si mostrano ancora molto interessati l'uno all'altra nonostante la rottura. Intanto Georgie rivela a Mandy la sua vera età e lei va su tutte le furie; la nonna poi gli fa capire quanto abbia sbagliato e quando il ragazzo le chiede sinceramente scusa, lei gli rivela di essere incinta.
- Guest star: Craig T. Nelson (allenatore Dale Ballard), Mckenna Grace (Paige), Emily Osment (Mandy), Caleb Emery (Darren), Ivan Mok (Oscar)

## Bambini, bugie e uno splendido cannolo
- Titolo originale: Babies, Lies and a Resplendent Cannoli
- Diretto da: Shiri Appleby
- Scritto da: Steven Molaro, Nick Bakay e Connor Kilpatrick (soggetto), Steve Holland, Jeremy Howe e Marie Cheng (sceneggiatura)

### Trama
Georgie, dopo aver saputo che Mandy è incinta, chiede un consiglio a Dale per paura di dirlo ai genitori, ma l'allenatore lo convince a dirlo al padre dopo che quest'ultimo ci è rimasto male nel vedere il figlio confidarsi con qualcun altro anziché lui. Nel frattempo Sheldon, il professor Linkletter e il professor Sturgis fondano un club del libro su Asimov in suo onore dopo la morte e invitano anche Connie, ma quando i due scienziati scoprono che la donna è di nuovo single iniziano a litigare.
- Guest star: Craig T. Nelson (allenatore Dale Ballard), Ed Begley Jr. (Dr. Linkletter), Emily Osment (Mandy), Wallace Shawn (Dr. Sturgis)

## Un battista timorato di Dio e un marito sexy
- Titolo originale: A God-Fearin' Baptist and a Hot Trophy Husband
- Diretto da: Alex Reid
- Scritto da: Nick Bakay, Nadiya Chettiar e Yael Glouberman (soggetto), Chuck Lorre, Steven Molaro e Steve Holland (sceneggiatura)

### Trama
Georgie dice ai genitori che ha messo incinta Mandy e i due prevedibilmente non la prendono molto bene e, dopo averla invitata a cena, si mettono a litigare davanti a lei perché Mary vorrebbe che i due si sposassero mentre George non è d'accordo, spiegando come la cosa potrebbe rovinare la loro vita e la moglie se la prende notando il parallelo con la loro situazione; solo Connie si rivela veramente interessata alla ragazza visto che c'è passata quando la figlia rimase incinta. Nel frattempo Missy e Sheldon, allontanati per non farli assistere alle discussioni, pensano che sia la madre ad aspettare un bambino.
- Guest star: Melissa Peterman (Brenda Sparks), Emily Osment (Mandy)

## Zio Sheldon e un petardo ormonale
- Titolo originale: Uncle Sheldon and a Hormonal Firecracker
- Diretto da: Shiri Appleby
- Scritto da: Steve Holland, Eric Kaplan e Jeremy Howe (soggetto), Steven Molaro, Nick Bakay e Connor Kilpatrick (sceneggiatura)

### Trama
Sheldon e Missy, convinti che la madre sia incinta, chiedono spiegazioni alla nonna, ma questa rivela che non è lei la madre e invita i due gemelli a farsi gli affari propri; tornati a casa, dopo aver parlato con la madre, la ragazzina capisce che in realtà è il fratello il padre del bambino e Mary obbliga fermamente la famiglia a non rivelare il segreto a nessuno per evitare di essere giudicati, soprattutto dal punto di vista cristiano; tuttavia tutti finiscono per spargere la voce, mandando su tutte le furie lo stremato Georgie. Il giorno seguente, Mary invita i fedeli per una lettura della bibbia, ma nessuno si presenta e lei chiede al pastore Rob, con il quale sta legando sempre di più, di parlarne mentre George è sempre più irritato dal rapporto della moglie col giovane predicatore.
- Guest star: Ed Begley Jr. (Dr. Linkletter), Dan Byrd (Pastore Rob), Doc Farrow (vice allenatore Wilkins), Grady Lee Richmond (Wade)

## Povera gente, fondamentalisti religiosi e pugni in faccia
- Titolo originale: White Trash, Holy Rollers and Punching People
- Diretto da: Jeremy Howe
- Scritto da: Nick Bakay, Connor Kilpatrick e Marie Cheng (soggetto), Chuck Lorre, Steven Molaro e Steve Holland (sceneggiatura)

### Trama
Missy dà un pugno ad un compagno di catechismo che prendeva in giro la sua famiglia e, dopo aver convocato i genitori, vista la situazione di Georgie che ormai tutti conoscono il pastore Jeff chiede a Mary di prendersi una pausa dalla chiesa sia a livello lavorativo che a livello religioso. La donna, disperata, si ritrova anche a litigare col marito arrabbiato con la comunità che volta loro le spalle e orgoglioso della figlia che li ha difesi. La situazione si complica ulteriormente quando George viene a sapere dalla moglie che è passato a casa il pastore Rob e, preso dalla gelosia, lascia arrabbiato la casa non presentandosi a cena. Nel frattempo Mandy chiede aiuto a Connie dopo che i suoi genitori hanno reagito molto male alla notizia della gravidanza.
- Guest star: Wendie Malick (rettrice Hagemeyer), Emily Osment (Mandy), Dan Byrd (Pastore Rob), Rex Linn (preside Peterson), Doc Farrow (vice allenatore Wilkins), Zakary Risinger (Danny)

## Un poro ostruito, un po' di spagnolo e il futuro
- Titolo originale: A Clogged Pore, a Little Spanish and the Future
- Diretto da: Alex Reid
- Scritto da: Steve Holland, Eric Kaplan e Yael Glouberman (soggetto), Steven Molaro, Nick Bakay e Nadiya Chettiar (sceneggiatura)

### Trama
Sheldon, per via della sua entrata nella pubertà, si risveglia con un brufolo ed è molto preoccupato per il suo futuro, temendo di finire in una situazione di infelicità come i genitori; nel frattempo George, venuto a sapere che verrà licenziato a fine stagione, decide, per orgoglio, di dimettersi lui immediatamente e visto che anche Mary è stata allontanata dal lavoro in chiesa la famiglia si ritrova senza nessuno stipendio. Intanto Georgie cerca di fare più soldi vista la futura nascita del figlio, ma nel tentativo di comprare sigarette a basso costo in Messico, viene arrestato insieme alla nonna andata con lui per aiutarlo, avendolo già fatto in passato.
- Guest star: Penn & Teller (Brufolo & Pus), Ed Begley Jr. (Dr. Linkletter), Wendie Malick (rettrice Hagemeyer), Melissa Peterman (Brenda Sparks), Rex Linn (preside Peterson), Drew Powell (Roy), Doc Farrow (vice allenatore Wilkins), Grady Lee Richmond (Wade), Michelle Meredith (infermiera Wendy)